# リヴ＝ザン＝セーヌ
リヴ＝ザン＝セーヌ （Rives-en-Seine）は、フランス、ノルマンディー地域圏、セーヌ＝マリティーム県のコミューン。2016年1月1日、コミューン3つが合併して誕生したコミューン・ヌーヴェル（fr。地方自治体改革の2010年12月16日施行の2010-1563法第21条による、合併によって新設されたコミューン）である。

## 地理
ブクル・ド・ラ・セーヌ・ノルマンド地域圏自然公園の一部である。

## 歴史
コードベック＝アン＝コー、サン＝ワンドリール＝ランソン、ヴィルキエの3つのコミューンが合併し再編され、2015年12月7日の県令によって2016年1月1日にコミューン・ヌーヴェルとして創設された。

## 行政
コミューンの庁舎所在地は、コードベック＝アン＝コーに固定されている。2020年のフランス地方自治体選挙までは、コミューン・ヌーヴェル議会は、旧3コミューンのコミューン議会議員によって構成されている。コミューン・ヌーヴェル議会の議長は、2016年初頭に選出された首長が議長を務めている。旧3コミューンは権限委任コミューンとなり、旧3コミューンの元首長は、権限委任コミューンの首長代理となっている。

## 参照
1. ↑  Arrêté préfectoral